# Máxima Medisch Centrum
Máxima MC (MMC) is een algemeen ziekenhuis met vestigingen in Eindhoven en Veldhoven
Het is een fusieziekenhuis van twee op 1 januari 2002 gefuseerde ziekenhuizen: het Diaconessenhuis uit 1933 en het van Eindhoven naar Veldhoven verhuisde Sint-Josephziekenhuis uit 1932. Met de fusie werd ook de huidige naam aangenomen.

## Historie

### Diaconessenhuis Eindhoven
Door de groei van Philips in het begin van de 20e eeuw groeide ook Eindhoven, vooral door import uit de rest van het land. Dat leidde eveneens tot een groei van het aantal protestanten, waardoor ook vraag ontstond naar ziekenzorg op protestantse grondslag. Na eerdere mislukte pogingen eind jaren 1920, kon in 1933 met hulp van Anton Philips een noodziekenhuis worden geopend aan de Parklaan in Eindhoven. In 1953 besloot men tot bouw van een nieuw Diaconessenhuis aan de Dommelhoefstraat. Medio jaren ’60 kon de nieuwbouw aan de Ds. Th. Fliednerstraat in gebruik worden genomen. Hier is de locatie Eindhoven van het MMC nog steeds gevestigd.

### Fusie
Op 1 januari 2002 zijn het Diaconessenhuis en het Sint-Josephziekenhuis gefuseerd tot het Máxima Medisch Centrum. De beide locaties blijven in gebruik, maar kregen wel een taakverdeling.

## Taakverdeling locaties
Op de locatie Eindhoven bevindt zich de planbare en laagcomplexe zorg, en de themapoliklinieken. In Veldhoven zijn de intensieve zorg, de complexe operaties, de spoedeisende hulp en het vrouw-moeder-kindcentrum geconcentreerd. Poliklinieken voor alle specialismes zijn op beide locaties aanwezig behoudens de polikliniek reumatologie die is alleen op de locatie Eindhoven gevestigd.
De vestiging in Veldhoven beschikt over een Neonatale Intensive Care Unit (NICU), waar pasgeborenen intensief verzorgd kunnen worden. Tevens is hier een Ronald McDonaldhuis gevestigd dat tijdelijke woonruimte biedt aan vooral gezinsleden van (te vroeg geboren) kinderen of van aanstaande moeders met een bedreigde zwangerschap.

## Verdere bijzonderheden
Het Máxima MC is met 560 bedden het op een na grootste ziekenhuis in de regio Eindhoven, na het Catharina-ziekenhuis.
Midden jaren ’80 was het Diaconessenhuis een van de eerste ziekenhuizen in Nederland dat een laparoscoop (voor kijkoperaties in de buikholte) kon aanschaffen. In 1990 werd hier voor het eerst in Nederland een galblaas laparoscopisch verwijderd.
Voor vrouwen met zeer complexe zwangerschappen heeft het ziekenhuis een bovenregionale functie. Volgens de vereniging voor mensen met vruchtbaarheidsproblemen Freya behoort het tot de top-drie ziekenhuizen in Nederland. 
Op het terrein van de locatie Eindhoven bevindt zich ook het gebouw van Sanquin voor Eindhoven en omgeving.

## Externe samenwerking
Voor de specialistenopleidingen wordt samengewerkt met de universiteiten in Nijmegen en Maastricht. Ook wordt nauw samengewerkt met het Academisch ziekenhuis Maastricht. Het ziekenhuis werkt samen met de Technische Universiteit Eindhoven op het gebied van innovatie van medische technologie. 